# Budapest XIV. kerülete díszpolgárainak listája
Budapest Főváros XIV. Kerület Zugló Önkormányzatának Képviselő-testülete 2011 óta évente adományoz díszpolgári címet azoknak a  zuglói kötődésű természetes személyeknek, akik a kerület határain túlmutató kiemelkedő eredményt értek el.

## Díszpolgárok
2011
- Dr. Hajnal György – kanonok, plébános
- Kardos Péter – főrabbi
- Baranyi László – színművész

2012
- Nagy Anna – színművész
- Dánandrássy Katalin – tanító
- Szabó Gabriella – olimpiai bajnok kajakozó
- Kökény Roland – olimpiai bajnok kajakozó
- Berki Krisztián – olimpiai bajnok tornász

2013
- Lett Miklós – könyvtáros, levéltáros
- Müller Péter – író, dramaturg
- Bárány Béla – Páduai Szent Antal templom plébánosa
- Ambrus Miklós – olimpiai bajnok vízilabdázó
- Szécsi István – a POFOSZ XIV. Kerületi elnöke

2014
- Berecz András – mesemondó, folklórkutató
- Turczi István – költő, író, műfordító
- Záborszky Kálmán – karmester

2015
- Gedó György – olimpiai bajnok ökölvívó
- Laár András –  humorista, költő, zeneszerző, színész, dalszövegíró
- Litkai Ferencné Horváth Ildikó –  pedagógus
- Pelyva György – Zugló volt alpolgármestere
- Sándor Iván – író, kritikus

2016
- Szász Emese – olimpiai bajnok vívó
- Persányi Miklós – a Fővárosi Állat- és Növénykert főigazgatója
- Varga József – az Uzsoki Utcai Kórház orvosigazgatója
- Velkey György – a Bethesda Gyermekkórház főigazgatója

2017
- Beregi Péter – színművész
- Jordán Tamás – színművész
- Buza Péter – újságíró, író, helytörténész, városvédő
- Maurer Dóra – festő, grafikus, művészpedagógus
- Rátonyi Gábor – Zugló korábbi polgármestere

2018
- Morschhauser Miklós – festőművész
- Reszler Ernesztin – népművelő
- Szekeres Pál – olimpikon, paralimpikon vívó
- Liu Shaolin Sándor – olimpiai bajnok rövidpályás gyorskorcsolyázó
- Liu Shaoang – olimpiai bajnok rövidpályás gyorskorcsolyázó
- Burján Csaba – olimpiai bajnok rövidpályás gyorskorcsolyázó
- Knoch Viktor – olimpiai bajnok rövidpályás gyorskorcsolyázó

2019
- Vass László – közgazdász, politológus, egyetemi tanár, a Budapesti Kommunikációs Főiskola alapító igazgatója
- Kabdebó Lóránt – irodalomtörténész, kritikus, egyetemi tanár
- Janicsák István – zenész, író, dalszövegíró
- Lebovits Imre – mérnök-közgazdász
- Balázsi Gyöngyike – óvodapedagógus

2020
- Császári Attila – világbajnoki ezüstérmes öttusázó
- Garay Klára – pedagógus, városvédő
- Éless Béla – színész-rendező
- Keresztes Ildikó – énekes, színész
- Konrád György – brácsaművész

2021
- Veres Amarilla – paralimpiai bajnok vívó
- Pálos Péter – paralimpiai bajnok asztaliteniszező
- Kinszki Judit – pedagógus
- Nagy László – világbajnok kajakozó
- id. Richter József – cirkuszművész

2022
- Tóth Krisztina – költő
- Gergely Róbert – színész, énekes
- Körtvélyessy Zsolt – színész
- Sebestyén Lajosné – a Budapesti Mozgássérültek Egyesülete zuglói szervezetének vezetője
- Bánhidi Ákos – a rövidpályás gyorskorcsolya-válogatott edzője
- Pusztai Liza – világbajnok vívó
- Szűcs Luca – világbajnok vívó

2023
- Bódayné Blaha Judit – sportszervező
- Gerő Péter – filmrendező
- Kamarás Iván – színész
- Kutalikné Kardos Zsuzsanna – Zugló korábbi polgármestere
- Sommer Katalin – maszkmester
- Kós Hubert – világbajnok úszó
- Márton Anna – világbajnok vívó

2024
- Andrásfi Tibor – olimpiai bajnok vívó
- Bánfalvy Ágnes – színművész
- Csiha Judit – országgyűlési képviselő
- Gulyás Michelle – olimpiai bajnok öttusázó
- Rétvári László – földrajz tudós
- Vasvári Edith – kertszépítő

## Posztumusz díszpolgárok
2013
- Samodai József – helytörténész
- Schuszter Zoltán – kerületi főállatorvos
- Kézdy György – színművész

2014
- Weinwurm Árpád – vegyész, önkormányzati képviselő

2015
- G. Dénes György – dalszövegíró, zeneszerző
- Illés Sándor – újságíró, író, költő, műfordító
- Záborszky József – karmester, zenetanár, zeneszerző

2017
- dr. Fenyvesi Csaba – olimpiai bajnok párbajtőrvívó
- Polyák Imre – olimpiai bajnok birkózó
- Kesjár Csaba – autóversenyző
- Kinszki Imre – fotóművész
- Nagy Sándor – szobrászművész

2018
- Gyenge Sándor – történelemtanár, a Studium Generale Zuglói Egyesület kezdeményezője
- Kaján Tibor – karikaturista
- Révai Tamás – kutató orvos
- Török Bódog – kézilabdázó, edző
- Zenthe Ferenc  – színművész

2019
- Radó Dezső  – kertészmérnök-közgazdász

2020
- Gém Zoltán – a BVSC-Zugló vízilabda szakosztályának vezetője, szövegíró, zeneszerző
- Novák Imre – irodalmár
- Serfőző Gyuláné – a Studium Generale Zuglói Egyesület tagja

2021
- Pécsi Ildikó – színművész
- Nagy Sándor – katona, a Világ Igaza
- Kárpáti Sándor – reumatológus főorvos
- Kilényi Géza – jogász, alkotmánybíró

2022
- Ihász Gábor – énekes, dalszerző
- Deák András – újságíró
- Tóth Potya István – labdarúgó, edző

2023
- Del Medico Imre – sajtólevelező
- Molnár Sándor – festőművész

2024
- Bajor Imre – színművész
- Hada Zsuzsanna – pszichiáter
- Hámori György – sportszervező
- Losonczi Julianna – pedagógus